# Piotr Sękowski
Piotr Sękowski (ur. 5 września 1967, zm. 29 września 2004 w Warszawie), polski lekkoatleta - długodystansowiec, specjalizujący się w biegach ultramaratońskich, nauczyciel wychowania fizycznego.
Zawodnik WMKS Płońsk. Wicemistrz Europy w biegu na 100 km z 2000 r. Zwycięzca prestiżowego Supermaratonu Calisia i zarazem mistrz Polski w biegu na 100 km w 2001 r. Trzykrotny zwycięzca Maratonu Metropolii (1999, 2000, 2003- najwięcej razy wśród mężczyzn). Rekord życiowy w maratonie - 2:15:21 (Praga 1996), w biegu na 100 km - 6:37:20 (Winschoten 2004).
Zmarł po krótkiej chorobie.